# Wybory parlamentarne we Francji w 2024 roku
Wybory parlamentarne we Francji w 2024 roku – przedterminowe wybory do Zgromadzenia Narodowego, w których pierwsza tura odbyła się 30 czerwca 2024, a druga 7 lipca 2024. Wybranych zostało 577 parlamentarzystów na XVII kadencję Zgromadzenia Piątej Republiki (od 1958). 
Przyczyną przedterminowych wyborów parlamentarnych było zwycięstwo w wyborach do Parlamentu Europejskiego partii Marine Le Pen Zjednoczenie Narodowe. W następstwie zwycięstwa Zjednoczenia Narodowego prezydent Emmanuel Macron rozwiązał parlament i ogłosił, że nowe wybory parlamentarne odbędą się 30 czerwca i 7 lipca. Pierwszą turę wyborów wygrało Zjednoczenie Narodowe, drugą zaś Nowy Front Ludowy.